# Josef Stammel
Josef Anton Stammel (Graz 9 de septiembre de 1695, Admont 21 de diciembre de 1765) fue un escultor austriaco del barroco.
Tras una estancia en Italia entre 1715 y 1725, trabajó hasta su muerte en la colegiata de Admont.
Su obra más conocida son las cuatro esculturas que realizó para la Biblioteca del Monasterio de Admont, grupo conocido como los novísimos entre los que representa al diablo y a la muerte.